# Киселево (Суксунский район)
Киселёво — деревня в составе Суксунского городского округа в Пермском крае.

## Географическое положение
Деревня расположена в центральной части округа на южном берегу Суксунского пруда на расстоянии менее 1 километра на юго-запад от поселка Суксун.

## Климат
Климат континентальный. Зима продолжительная, снежная. Средняя температура января −16 °C. Лето умеренно-тёплое. Самый тёплый месяц — июль. Средняя температура июля +18 °С. Длительность периода с температурой более 10 °C соответствует периоду активной вегетации и составляет 120 дней, с температурой более 15 °C — 70 дней. Последние заморозки прекращаются в третьей декаде мая, а в отдельные годы — конце апреля или начале июня. Атмосферные осадки выпадают в количестве 470—500 мм в год.

## История
Деревня известна с 1784 года. В советское время существовал совхоз «Южный». До 2019 была центром Киселевского сельского поселения Суксунского района, после упразднения которых входит непосредственно в состав Суксунского городского округа.

## Инфраструктура
В деревне имеется фельдшерско-акушерский пункт, начальная школа, библиотека, коррекционная школа-интернат.

## Население
Постоянное население составляло 674 человек в 2002 году (97 % русские), 671 человек в 2010 году. 